# Famille de Rossillon
Pour les articles homonymes, voir Rossillon (homonymie).
Ne doit pas être confondu avec les comtes de Roussillon, en Roussillon (géographie), ou les familles de Roussillon (Dauphiné) de Rossillon (Gex/Genevois).
La famille de Rossillon (anciennement de Roussillon) est une famille de la noblesse française qui s'est installée dans les provinces baltes et s'est alliée à la noblesse locale allemande de la Baltique. Wilhelm Julius Emil de Rossillon s'est immatriculé en 1806 dans les registres de la noblesse du gouvernement d'Estland.

## Personnalités
- Baron Louis-Guillaume de Roussillon (1736-1784), général de l'armée royale de France ; il épouse Caroline von Kaulbars (1750-1813), fille du grand chambellan de la cour des Deux-Ponts, Jakob von Kaulbars (1700-1789)
  - Baron Wilhelm Julius Emil de Rossillon (Marbourg 1778-1855), élevé en Allemagne, il entre dans la cavalerie autrichienne et en 1806 au service de l'armée impériale russe ;  il devient assesseur à Reval, il accède au rang de conseiller de collège en 1832 de conseiller d'État en 1840, étant alors directeur de l'enseignement des établissements du gouvernement d'Estland. Il est seigneur de Neu-Sommerhusen et de Ruil. Il épouse Friederike von Toll (1786-1846).
    - Baron Ludwig Emil Friedrich Wilhelm de Rossillon (1803- Dorpat 1883), il commence sa carrière au 1er régiment de chasseurs et en 1832 il sert comme colonel d'état-major. Il est au Caucase de 1838 à 1845, où il fait la connaissance de Lermontov, mais ils ne s'apprécient pas. Il est directeur des postes de Vilna et de son gouvernement, jusqu'en 1867 ; il épouse en 1847 Caroline von Glasenapp (1823-1911), fille de Gustav von Glasenapp, seigneur du domaine d'Essemäggi.